# Потоцкий, Пётр Платонович
Пётр Платонович Потоцкий (8 (20) июня 1855 — не ранее 1917) — русский военачальник, генерал от инфантерии (1915). 

## Биография
Родился в 1855 году. Православный, из дворян Полтавской губернии. Сын Платона Александровича Потоцкого (1806—1877) и Анны, урождённой Стороженко (1824—1868). Брат полных генералов Николая (1844—1911), Ивана (1842—1912) и Павла (1857—1938) Потоцких (единственный известный случай, когда четверо родных братьев достигли чинов полных генералов — двое стали генералами от артиллерии и двое — генералами от инфантерии). Пятый брат, Александр (1846—1918), был генерал-лейтенантом и директором Полтавского кадетского корпуса.
Образование: Полтавская военная гимназия (в дальнейшем преобразована в кадетский корпус), Николаевское инженерное училище (выпуск 1875), Николаевская академия Генерального штаба (выпуск 1882; по 1-му разряду). Между обучением в училище и в академии служил в сапёрных и военно-телеграфных частях. Принимал участие в Русско-турецкой войне 1877—78 годов.
После окончания академии служил в различных штабах Виленского военного округа (1882—1894). Полковник (1892). 
Далее занимал следующие должности:
- Начальник штаба 24-й пехотной дивизии (1895—1899)
- Командир 95-го пехотного Красноярского полка (1899—1903). Генерал-майор (1903).
- Начальник штаба 11-го армейского корпуса (1903—1904)
- Начальник штаба 21-го армейского корпуса (1904—1905)
- Начальник штаба Варшавской крепости (1905—1907)
- Начальник Варшавской крепостной пехотной бригады (1907—1910). Генерал-лейтенант (1910).
- Начальник 28-й пехотной дивизии (1910—1913)
- Начальник 35-й пехотной дивизии (1913—1914)

В должности начальника 35-й пехотной дивизии Потоцкий вступил в Первую мировую войну. 15 сентября 1914 года дивизия Потоцкого была разбита в Галиции у села Тарношин. Сам Потоцкий после Тарношинского боя недолгое время временно командовал 17-м армейским корпусом, но вскоре был отчислен от командования в резерв.
В 1915 году Потоцкий вышел в отставку с производством в генералы от инфантерии.
Дальнейшая его судьба неизвестна.

## Награды
- Орден Святого Станислава 3-й степени с мечами и бантом (1878)
- Орден Святой Анны 3-й степени с мечами и бантом (1879)
- Орден Святого Станислава 2-й степени (1884)
- Орден Святой Анны 2-й степени (1888)
- Орден Святого Владимира 4-й степени (1895)
- Орден Святого Владимира 3-й степени (1898)
- Орден Святого Станислава 1-й степени (1905)
- Орден Святой Анны 1-й степени (1909)